# Las Guacamayas, Michoacán de Ocampo
Las Guacamayas är en ort i Mexiko.   Den ligger i kommunen Carácuaro och delstaten Michoacán de Ocampo, i den södra delen av landet, 200 km väster om huvudstaden Mexico City. Las Guacamayas ligger 781 meter över havet och antalet invånare är 310.
Terrängen runt Las Guacamayas är lite kuperad. Runt Las Guacamayas är det glesbefolkat, med 10 invånare per kvadratkilometer. Närmaste större samhälle är Paso de Núñez, 9,7 km söder om Las Guacamayas. I omgivningarna runt Las Guacamayas växer huvudsakligen savannskog.